# دره کیوان
دره کیوان یک منطقهٔ مسکونی در ایران است که در بخش دهج واقع شده‌است.